# Jonction-Viadukt
Der Jonction-Viadukt (französisch viaduc de la Jonction und auch pont de la Jonction) ist eine Eisenbahnbrücke mit einem Fussgängersteg im Schweizer Kanton Genf.

Werner Friedli: Luftbild von Westen, 1950 (Bildarchiv der ETH-Bibliothek)

## Lage und Konstruktion
Das 25 Meter hohe Ingenieurbauwerk ist die grösste Brücke in der Stadt Genf. Sie überspannt die beiden Flüsse Rhone und Arve an der Stelle, wo letztere von links in die Rhone mündet und die beiden Fliessgewässer eine gemeinsame, breite Wasserfläche bilden. Der Name der Brücke kommt von jenem des Genfer Stadtquartiers La Jonction, das sich in der dreieckigen Landfläche zwischen den beiden Flüssen erstreckt und wenig oberhalb der Brücke in einem spitzwinklig auslaufenden Landstreifen endet. Der französische Name der Kulturlandschaft bedeutet auf Deutsch «die Verbindung», was sich auf die Vereinigung der beiden Flüsse Rhone und Arve bezieht. Direkt unterhalb des Viadukts vermischt sich das meistens klare Wasser der aus dem Genfersee strömenden Rhone mit dem oft durch Schwebestoffe getrübten Wasser der Arve, die aus den Savoyer Voralpen kommt.
Die 218 Meter lange Bogenbrücke besteht aus drei grossen parabelförmigen Dreigelenkbögen, deren Öffnungen das Flussbett der Rhone, jenes der Arve und das Vorland links der Arve überspannen. Zwischen den Bögen tragen hohe Pfeiler mit Rundbögen die Fahrbahn. Links von der Arve befindet sich unterhalb der Vorlandbrücke an der Route des Péniches die Anlage, wo früher die Frachtschiffe der Genfer Abfallentsorgung beladen wurden. An dieser Stelle war einst der westliche Anfang eines dann nicht ausgeführten Schifffahrtskanals um die Stadt Genf geplant.
Der Viadukt überquert die Flüsse dort, wo die Rhone nach der Einmündung der Arve in westlicher Richtung in das enge Flusstal eintritt, das sie in zwei grossen Windungen bis nach Vernier durchfliesst. Die Brücke steht am Übergang von der flussaufwärts gelegenen Stadtsiedlung zur vielfältigen flussabwärts liegenden Naturlandschaft, die im schweizerischen Inventar der national bedeutenden Landschaften aufgeführt ist.
Bei der Brücke liegt die nördliche Geländeterrasse im Stadtquartier Charmilles dreissig Meter über dem Fluss und das südliche Gebiet von Petit-Lancy mit dem Bois de la Bâtie fünfzig Meter. Die Bahnlinie Genf–Carouge führt von Norden in einem offenen Einschnitt vom Hochufer zur Brücke und erreicht bei deren südlichem Widerlager unmittelbar den Tunnel de la Bâtie unter dem Hügel von Petit-Lancy.
Auf der Ostseite ist auf der Höhe der Gleise eine Passerelle für Fussgänger und Radfahrer angebracht. Sie hat hohe Stahlgeländer. Über die im Jahr 2017 erneuerte und unter Mitwirkung des Vereins Stop Suicide gesicherte Passage führt ein Abschnitt der grenzüberschreitenden Grünen Route von Genf nach Annemasse.

## Geschichte
Der Viadukt wurde von 1941 bis 1945 als Verbindung vom Genfer Hauptbahnhof Cornavin zu den Wirtschaftszonen von Acacias und La Praille errichtet. Die Pläne für das Bauwerk stammten aus dem Brückenbaubüro der SBB-Generaldirektion in Zusammenarbeit mit dem Architekten Arthur Lozeron. Mit dem Bau war die Firma Conrad Zschokke AG in Aarau und Döttingen beauftragt. Die Bahnstrecke wurde 1949 eröffnet. Die Brücke ist in Beton ausgeführt und an den Aussenseiten mit Quadersteinen verkleidet.
Über die Brücke führt die Bahnstrecke Genève–Annemasse, auch CEVA (Cornavin–Eaux-Vives–Annemasse) genannt, und sie ist ein wichtiges Bauwerk der Genfer S-Bahn Léman Express. Im Hinblick auf dieses neue Verkehrssystem wurde der Jonction-Viadukt 2016 und 2017 erneuert und erhielt eine breitere Fahrbahnplatte.

## Bilder

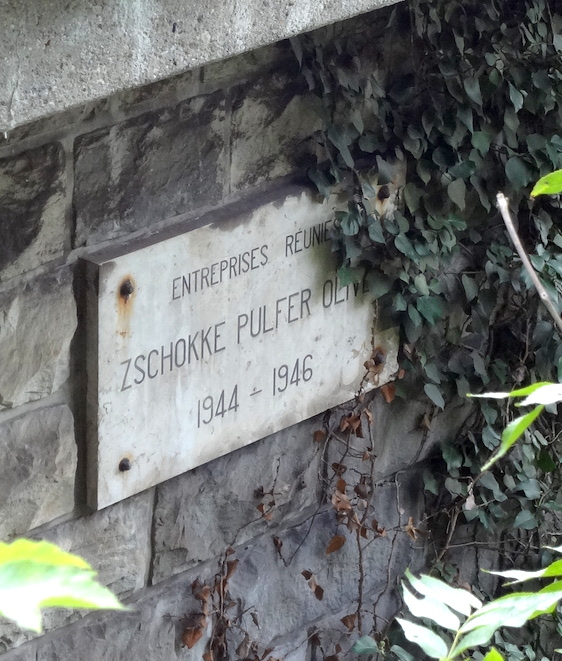
Herstellertafel
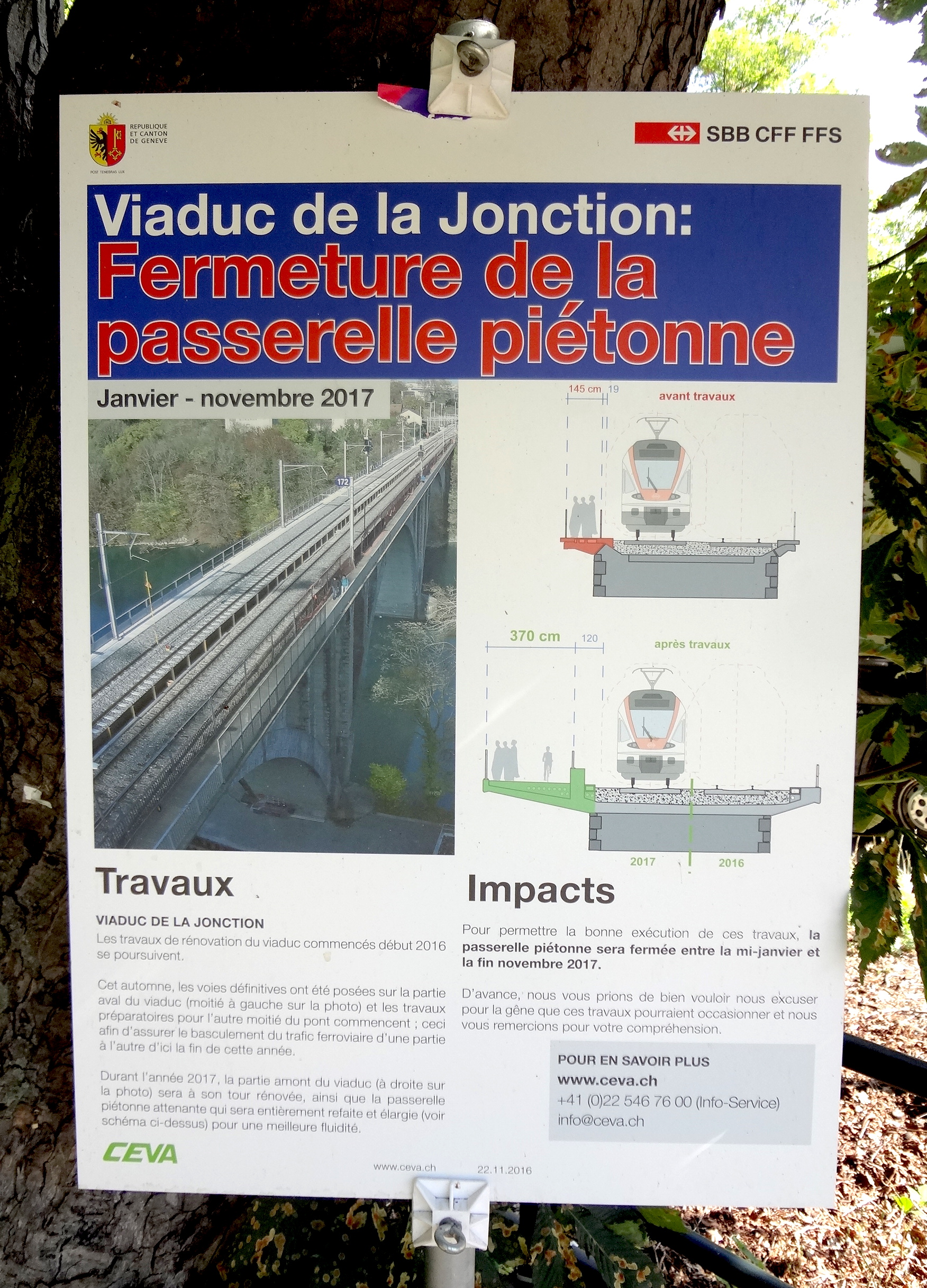
Plakat zum Umbau des Fussgängerstegs
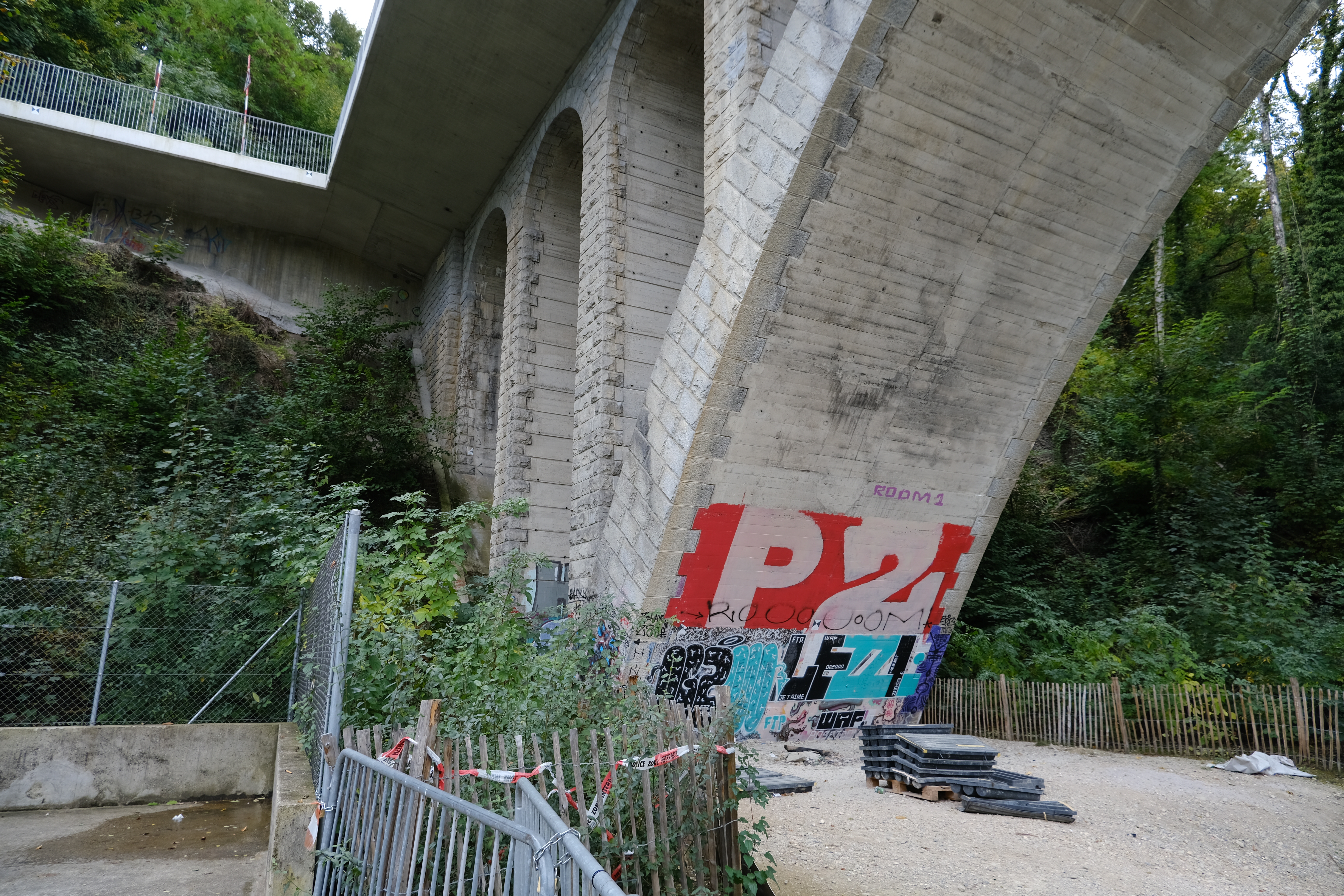
Konstruktionsdetail